# Calfa, Anenii Noi
Calfa este localitatea de reședință a comunei Calfa, raionul Anenii Noi, Republica Moldova. A fost atestat documentar pentru prima oară în 1711.

## Demografie
Structură etnică
     moldoveni (96,06%)
     ucraineni (0,5%)
     ruși (1,44%)
     găgăuzi (0,06%)
     bulgari (0,06%)
     români (1,44%)
     evrei (0%)
     polonezi (0%)
     țigani (0%)
     alte etnii / nedeclarată (0,44%)
Conform datelor recensământului din 2004, populația localității este de 1.600 locuitori, dintre care 774 (48,38%) bărbați și 826 (51,63%) femei. Structura etnică a populației în cadrul localității arată astfel:
- moldoveni — 1.537;
- ucraineni — 8;
- ruși — 23;
- găgăuzi — 1;
- bulgari — 1;
- români — 23;
- altele / nedeclarată — 7.

## Geografie
În sat, la est de podul peste calea ferată, pe malul drept al râului Bîc, se află un amplasament de faună, arie protejată din categoria monumentelor naturii de tip geologic sau paleontologic.